# Henrik Gustafsson
För andra med samma namn, se Henrik Gustavsson
Henrik Gustafsson född 8 juli 1934, ämbetsman, jurist som var Ålands landshövding åren 1982-1999. Som landshövding spelade han en central roll i Daleraffären. Preses i Ålands kulturstiftelse sedan 1999.